# ハルシイヤのくち
ハルシイヤのくち（harushīya no kuchi）は、主にペルシア語を語彙提供言語とするピジン言語。その呼称は18世紀に長崎の通事、魏龍山が編纂した『訳詞長短話』二巻と五巻における記載に拠る。
語彙にはヒンドゥスターニー語やポルトガル語も含まれる。動詞の語形変化は限定的で、テヘラン等のペルシア口語の特徴である命令形での母音逆行同化を反映している。文法的にはペルシア語と乖離し、主題マーカー、分析的な基数詞、左枝分かれの句構造、などを備える。